# バネのびょん太
「バネのびょん太」（バネのびょんた）は、井上侑の1stシングル。2010年5月22日にSHINKO MUSIC RECORDSより発売。

## 解説
タイトル・トラック「バネのびょん太」は、2009年にライヴ会場限定で発売された手作りCD「ゆうのたね その3」に収録された「ばねのびょんた」を再レコーディング・再アレンジしたものである。また、「タイムカプセル」も「ゆうのたね その4」に原曲が収録されており、こちらも再レコーディングと再アレンジを施した内容となっている。

## 収録曲
1. バネのびょん太（3:37）
  - テレビ神奈川「音楽のまち・かわさき」CMソング（井上本人もCMに出演）（2010年5月8日 - ）
  - テレビ神奈川「LOVEかわさき」エンディング・テーマ（2010年4月 - ）
  - 渋谷Lビジョンにてスポット放映（2010年6月4日 - ）
2. タイムカプセル（5:06）
3. 路上ライブの帰り道（3:09）

作詞・作曲・編曲・歌・アートワーク：井上侑